# Enskede Gård
Enskede Gård – dzielnica (stadsdel) Sztokholmu, położona w jego południowej części (Söderort) i wchodząca w skład stadsdelsområde Enskede-Årsta-Vantör. Graniczy z dzielnicami Johanneshov, Gamla Enskede, Enskedefältet i Årsta.
Według danych opublikowanych przez gminę Sztokholm, 31 grudnia 2020 r. Enskede Gård liczyło 3367 mieszkańców. Powierzchnia dzielnicy wynosi 0,86 km².
Enskede gård jest jedną ze stacji na zielonej linii (T19) sztokholmskiego metra.